# Playback (álbum)
Playback é um box set da banda Tom Petty and the Heartbreakers, lançado em 1995. Ele contém faixas populares de álbuns de estúdio, lados B, outtakes inéditas e músicas da banda anterior de Petty, Mudcrutch.
Também foi lançado em VHS, mais tarde lançado em DVD, apresentando os videoclipes mais populares da banda até seu lançamento.

## Músicas

### Disco um:The Big Jangle
1. "Breakdown" (Tom Petty) – 2:42
2. "American Girl" (Petty) – 3:33
3. "Hometown Blues" (Petty) – 2:12
4. "Anything That's Rock 'n' Roll" (Petty) – 2:24
5. "I Need to Know" (Petty) – 2:24
6. "Listen to Her Heart" (Petty) – 3:03
7. "When the Time Comes" (Petty) – 2:45
8. "Too Much Ain't Enough" (Petty) – 2:57
9. "No Second Thoughts" (Petty) – 2:39
10. "Baby's a Rock 'n' Roller" (Petty, Mike Campbell) – 2:52
11. "Refugee" (Petty, Campbell) – 3:22
12. "Here Comes My Girl" (Petty, Campbell) – 4:25
13. "Even the Losers" (Petty) – 3:59
14. "Shadow of a Doubt (A Complex Kid)" (Petty) – 4:25
15. "Don't Do Me Like That" (Petty) – 2:42
16. "The Waiting" (Petty) – 3:59
17. "A Woman in Love (It's Not Me)" (Petty, Campbell) – 4:23
18. "Something Big" (Petty) – 4:44
19. "A Thing About You" (Petty) – 3:32
20. "Insider" (Petty) – 4:23
21. "You Can Still Change Your Mind" (Petty, Campbell) – 4:16

### Disco dois:Spoiled & Mistreated
1. "You Got Lucky" (Petty, Campbell) – 3:36
2. "Change of Heart" (Petty) – 3:19
3. "Straight into Darkness" (Petty) – 3:47
4. "Same Old You" (Petty, Campbell) – 3:30
5. "Rebels" (Petty) – 5:19
6. "Don't Come Around Here No More" (Petty, Dave Stewart) – 5:05
7. "Southern Accents" (Petty) – 4:44
8. "Make It Better (Forget About Me)" (Petty, Stewart) – 4:23
9. "The Best of Everything" (Petty) – 4:03
10. "So You Want to Be a Rock 'n' Roll Star" (ao vivo) (Roger McGuinn, Chris Hillman) – 3:30
11. "Don't Bring Me Down" (ao vivo) (Gerry Goffin, Carole King) – 3:52
12. "Jammin' Me" (Petty, Campbell, Bob Dylan) – 4:08
13. "It'll All Work Out" (Petty) – 3:11
14. "Mike's Life/Mike's World" (Campbell) – 0:40
15. "Think About Me" (Petty) – 3:45
16. "A Self-Made Man" (Petty) – 3:00

### Disco três:Good Booty
1. "Free Fallin'" (Petty, Jeff Lynne) – 4:16
2. "I Won't Back Down" (Petty, Lynne) – 2:57
3. "Love is a Long Road" (Petty, Campbell) – 4:08
4. "Runnin' Down a Dream" (Petty, Lynne, Campbell) – 4:23
5. "Yer So Bad" (Petty, Lynne) – 3:06
6. "Alright for Now" (Petty) – 2:02
7. "Learning to Fly" (Petty, Lynne) – 4:03
8. "Into the Great Wide Open" (Petty, Lynne) – 3:43
9. "All or Nothin'" (Petty, Lynne, Campbell) – 4:07
10. "Out in the Cold" (Petty, Lynne) – 3:40
11. "Built to Last" (Petty, Lynne) – 3:58
12. "Mary Jane's Last Dance" (Petty) – 4:33
13. "Christmas All Over Again" (Petty) – 4:15

### Disco quatro:The Other Sides
1. "Casa Dega" (Petty, Campbell) – 3:37
2. "Heartbreakers Beach Party" (Petty) – 1:57
3. "Trailer" (Petty) – 3:15
4. "Cracking Up" (Nick Lowe) – 3:34
5. "Psychotic Reaction" (ao vivo) (Ken Ellner, Roy Chaney, Craig Atkinson, John Byrne, John Michalski) – 4:49
6. "I'm Tired Joey Boy" (ao vivo) (Van Morrison) – 3:42
7. "Lonely Weekends" (ao vivo) (Charlie Rich) – 2:47
8. "Gator on the Lawn" (Petty) – 1:35
9. "Make That Connection" (Petty, Campbell) – 5:04
10. "Down the Line" (Petty, Lynne, Campbell) – 2:53
11. "Peace in L.A." (Peace Mix) (Petty) – 4:43
12. "It's Rainin' Again" (Petty) – 1:32
13. "Somethin' Else" (live) (Sharon Sheeley, Eddie Cochran) – 2:05
14. "I Don't Know What to Say to You" (Petty) – 2:28
15. "Kings Highway" (live) (Petty) – 3:30

### Disco cinco:Through the Cracks
1. "On the Street" (Benmont Tench) – 2:10
2. "Depot Street" (Petty) – 3:26
3. "Cry to Me" (Bert Russell) – 3:06
4. "Don't Do Me Like That" (versão do Mudcrutch) (Petty) – 2:47
5. "I Can't Fight It" (Petty) – 3:00
6. "Since You Said You Loved Me" (Petty) – 4:40
7. "Louisiana Rain" (versão original) (Petty) – 4:22
8. "Keeping Me Alive" (Petty) – 2:59
9. "Turning Point" (Petty) – 2:52
10. "Stop Draggin' My Heart Around" (demo) (Petty, Campbell) – 4:11
11. "The Apartment Song" (demo) (Petty) – 2:37
12. "Big Boss Man" (Al Smith, Luther Dixon) – 2:41
13. "The Image of Me" (Wayne Kemp) – 2:33
14. "Moon Pie" (Petty) – 1:05
15. "The Damage You've Done" (versão country) (Petty) – 3:16

### Disco seis:Nobody's Children
1. "Got My Mind Made Up" (versão original) (Petty) – 2:51
2. "Ways to Be Wicked" (Petty, Campbell) – 3:27
3. "Can't Get Her Out" (Petty) – 3:11
4. "Waiting for Tonight" (Petty) – 3:30
5. "Travelin'" (Petty) – 3:15
6. "Baby, Let's Play House" (Arthur Gunter) – 2:33
7. "Wooden Heart" (Bert Kaempfert, Kay Twomey, Fred Wise, Ben Weisman) – 2:09
8. "God's Gift to Man" (Petty) – 4:18
9. "You Get Me High" (Petty) – 2:48
10. "Come on Down to My House" (Petty) – 3:05
11. "You Come Through" (Petty, Campbell) – 5:15
12. "Up in Mississippi Tonight" (Petty) – 3:28

## Pessoal
Tom Petty and the Heartbreakers
- Ron Blair (a maioria das faixas de 1976 a 1981, além de "The Best of Everything") - baixo, violão ("Baby's a Rock 'n' Roller"), backing vocals ("Heartbreakers Beach Party" e "It's Rainin 'Again" )
- Mike Campbell (todas as faixas) - guitarra, guitarra, ritmo, slide, baixo, teclados, acordeão, Dobro, bandolim, koto, percussão, vocais de apoio ("Heartbreakers Beach Party" e "It's Rainin 'Again")
- Howie Epstein (maioria das faixas 1982-93) - baixo, vocais de apoio, violão ("Big Boss Man"), palavra falada vocal (via telefone) ("Peace in LA" )
- Steve Ferrone - overdub de bateria em "Ways to Be Wicked"
- Stan Lynch (maioria das faixas) - bateria, percussão, vocais de fundo, vocal principal ("Psychotic Reaction")
- Tom Petty (todas as faixas, exceto o disco 2 faixa 14) - vocais principais, backing vocals, vocais de palavras faladas, assobios, guitarra rítmica, guitarra ("Mary Jane's Last Dance" e "Peace in LA"), baixo, piano, piano elétrico, gaita, percussão
- Benmont Tench (maioria das faixas) - piano, teclados, vocais de fundo, pratos de travamento ("It's Rainin 'Again")
- Scott Thurston - baixo (disco 3 faixa 13), violão (disco 4 faixas 5, 7 e 15), slide guitar (disco 4 faixa 6)

Músicos adicionais
- Phil Jones - percussão (disco 1 faixas 16-21, disco 2 faixas 1-4 e 8, disco 3 faixas 1-2, 4-5 e 13, disco 4 faixas 2 e 8 e disco 5 faixas 8 e 10), bateria (disco 3 faixas 1-2 e 4-5, disco 4 faixa 10), vocal de apoio (disco 4 faixa 2)
- Jeff Lynne - baixo, guitarra, sintetizador de guitarra, piano, teclados, percussão, vocais de apoio (disco 3 faixas 1-5, 7-11 e 13, disco 4 faixa 10)
- George Drakoulias - percussão (disco 5 faixas 8-9 e disco 6 faixas 1-5, 9 e 11), bateria (disco 5 faixa 11)
- Phil Seymour - vocal de apoio em "Breakdown" e "American Girl"
- Donald "Duck" Dunn - baixo em "Hometown Blues", "Uma mulher apaixonada (não sou eu)" e "Stop Draggin 'My Heart Around"
- Jim Keltner - percussão em "Refugee", "The Best of Everything" e "Love is a Long Road", bateria em "Love Is a Long Road" e "Christmas All Over Again"
- Stevie Nicks - vocal de apoio em "Insider", "Você ainda pode mudar de ideia" e "The Apartment Song"
- Molly Duncan - saxofone em "Rebels" e "Make it Better (Forget About Me)"
- Bobbye Hall - pandeiro em "Rebeldes"
- Dean Garcia - baixo de introdução em "Don't Come Around Here No More"
- Marilyn Martin - vocal de apoio em "Don't Come Around Here No More"
- Dave Stewart - cítara elétrica, sintetizador e vocal de apoio em "Don't Come Around Here No More", guitarra em "Make it Better (Forget About Me)"
- Jack Nitzsche - arranjo de cordas em "Southern Accents"
- Gary Chang - sintetizador em "O Melhor de Tudo"
- Garth Hudson - órgão de "O Melhor de Tudo"
- Richard Manuel - vocal de apoio em "O Melhor de Tudo"
- Jerry Hey - arranjo de cornetas em "O Melhor de Tudo"
- George Harrison - violão e vocal de apoio em "I Won't Back Down"
- Robbie Blunt - guitarras acústicas em "Christmas All Over Again"
- Kevin Dukes - guitarras acústicas em "Christmas All Over Again"
- Jimmy Rip - guitarras acústicas em "Christmas All Over Again"
- Tim Pierce - guitarra elétrica em "Christmas All Over Again"
- Scott Humphrey - sintetizador em "Christmas All Over Again"
- Mitchell Froom - cravo em "Christmas All Over Again"
- Shelly Yakus - vocal de apoio em "Heartbreakers Beach Party" e "It's Rainin 'Again"
- Jimmy Iovine - vocal de apoio em "Heartbreakers Beach Party" e "It's Rainin 'Again", toque de telefone ( efeito sonoro ) em "Cracking Up"
- Carlene Carter - palavra falada vocal (via telefone) em "Peace in LA"
- John Sebastian - guitarra barítono em "Eu não sei o que dizer para você"
- Charlie Souza - baixo em "Don't Do Me Like That" (versão Mudcrutch)
- Al Kooper - órgão e piano em "Desde que você disse que me amava" e "Louisiana Rain"
- Emory Gordy - baixo em "Desde que você disse que me amava" e "Louisiana Rain"
- Jim Gordon - bateria em "Desde que você disse que me amava" e "Louisiana Rain"
- Susanna Hoffs, Debbi Peterson, Vicki Peterson e Michael Steele - vocal de apoio em "Waiting for Tonight"
- Lenny Kravitz - bateria, baixo, guitarra, vocal vocal de apoio e palavra falada em "You Come Through"
- Tom Leadon - guitarra e vocal de apoio em "Up in Mississippi Tonight"

## VHS / DVD
1. "Here Comes My Girl" (1979)
2. "Refugee" (1979)
3. "The Waiting" (1981)
4. "A Woman in Love (It's Not Me)" (1981)
5. "Insider" (1981)
6. "You Got Lucky" (1982)
7. "Change of Heart" (1982)
8. "Don't Come Around Here No More" (1985)
9. "Jammin' Me" (1987)
10. "I Won't Back Down" (1989)
11. "Runnin' Down A Dream" (1989)
12. "Free Fallin'" (1989)
13. "A Face in the Crowd" (1990)
14. "Yer So Bad" (1990)
15. "Learning to Fly" (1991)
16. "Into the Great Wide Open" (1991)
17. "Mary Jane's Last Dance" (1993)